# Arvo Horm
Arvo Horm, född 8 oktober 1913 i landskapet Võrumaa, Estland och död 1996 på Ornö i Stockholms skärgård, var en estnisk civilekonom och minister i den estniska exilregeringen, först mellan 1956 och 1977 och sedan återigen mellan 1990 och 1992.

## Biografi
1943 flydde Horm från Estland till Sverige, där han förblev bosatt under resten av sitt liv. Under andra världskriget engagerade han sig mot utlämningen av balter, som tjänat under nazityskland. Några år senare var Horm aktiv i den antisovjetiska intresseföreningen Östersjösällskapet tillsammans med den moderata riksdagsmannen Birger Hagård. Horm och Hagård kom att bli centralgestalter i den svenska sektionen av World Anti-Communist League. På WACL:s första världskongress i Taipei den 25-29 september 1967 närvarade både Arvo Horm och Birger Hagård. 1984-85, i samband med ett byte av ordförande i WACL, omorganiserades WACL-sektionen i en svensk och en estnisk del där den sistnämnda under namnet Estniska antikommunistiska rådet fortsatte med Arvo Horm som ordförande. Horm satt även som ordförande för den svenska sektionen mellan 1970 och 1984.
Horm var också aktiv i högergruppen Demokratisk Allians, och satt som revisor för organisationen i mitten av 1970-talet.
I Sverige arbetade Horm med frågor som rörde den baltiska diasporan. Horm var även sekreterare i Baltiska kommittén och skattmästare vid Baltiska institutet.
1996 avled Arvo Horm, ordförande för Estniska antikommunistiska rådet, och ersattes av dipl ing Mikhel Mathiesen.